# NGC 5066
NGC 5066 (ook: NGC 5069) is een spiraalvormig sterrenstelsel in het sterrenbeeld Maagd. Het hemelobject werd op 30 mei 1864 ontdekt door de Duitse astronoom Albert Marth.

## Synoniemen
- MCG -2-34-20
- PGC 46360